# 이베리스

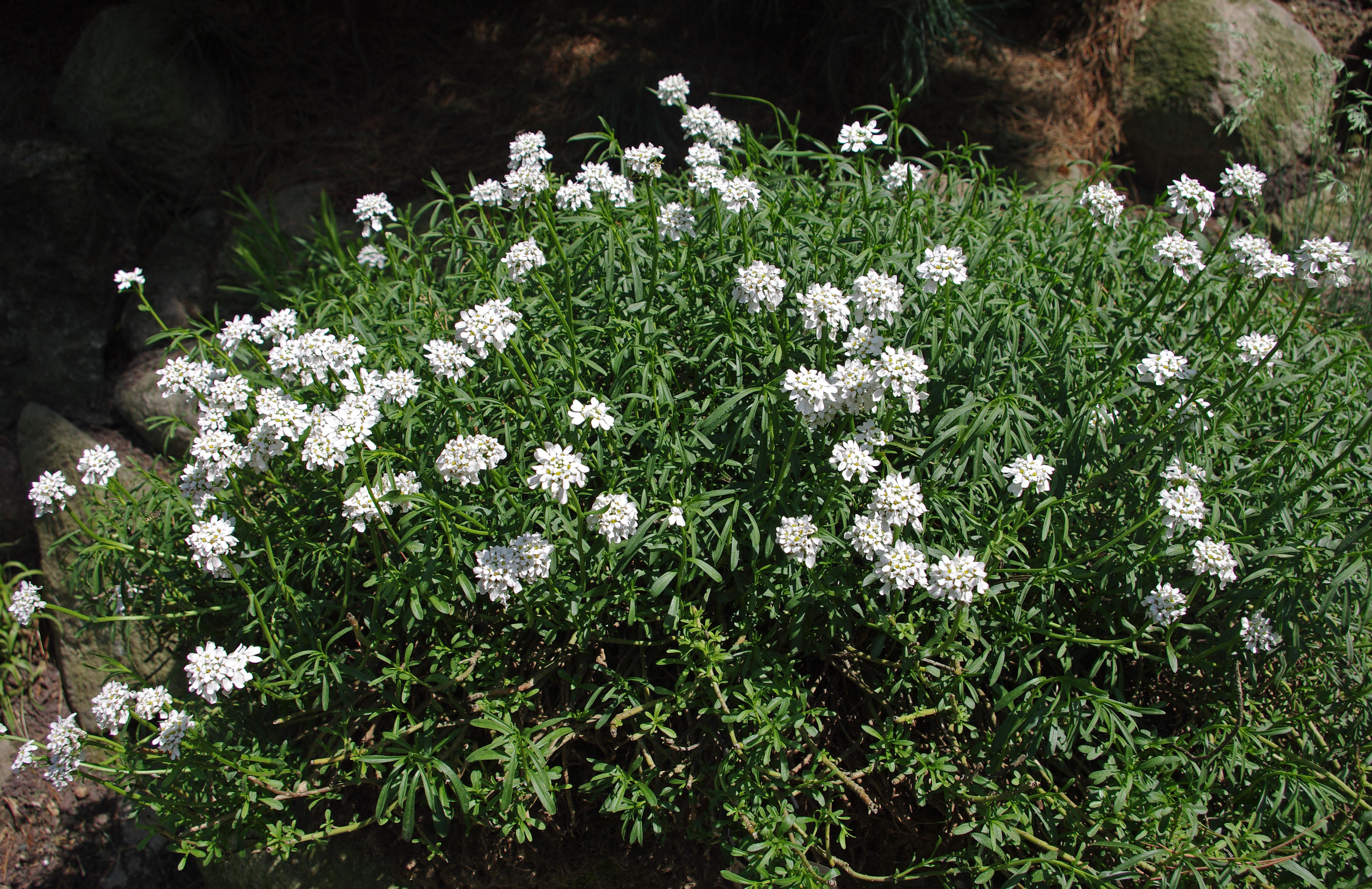

이베리스(Iberis)는 배추과에 속하는 속씨식물 속이다. 서양말냉이라고도 한다. 한해살이 상록 여러해살이 식물이자 구세계에 자생하는 아관목이다. 영어로는 candytuft라고 하지만 캔디(candy)와는 무관하며 크레테섬의 이라클리오의 이전 명칭인 Candia에서 나온 단어이다.

## 종
- Iberis amara
- Iberis ciliata
- Iberis gibraltarica
- Iberis linifolia
- Iberis procumbens
- Iberis saxatilis
- Iberis sempervirens
- Iberis umbellata